# Chilehexops
Genre
Chilehexops est un genre d'araignées mygalomorphes de la famille des Euagridae.

## Distribution
Les espèces de ce genre se rencontrent au Chili et en Argentine.

## Liste des espèces
Selon World Spider Catalog (version 21.0, 22/06/2020) :
- Chilehexops australis (Mello-Leitão, 1939)
- Chilehexops misionensis Goloboff, 1989
- Chilehexops platnicki Coyle, 1986

## Publication originale
- Coyle, 1986 : Chilehexops, a new funnelweb mygalomorph spider genus from Chile (Araneae, Dipluridae). American Museum Novitates, no 2860, p. 1-10 (texte intégral).